# David Houska
David Houska (29 juni 1993) is een Tsjechisch voetballer. 
Houska staat momenteel onder contract bij SK Sigma Olomouc. Hij maakte zijn debuut op 24 februari 2013 in een wedstrijd tegen Slavia Praag. In 2014 degradeerde hij met Olomouc naar de Fotbalová národní liga, de Tsjechische tweede klasse, maar dwong na één seizoen weer promotie af. 
Voor het Europees kampioenschap onder 21 in 2015 maakte Houska deel uit van de Tsjechische selectie.

## Clubstatistieken
| Seizoen | Club             | Competitie              | Competitie | Competitie | Beker | Beker | Internationaal | Internationaal | Totaal | Totaal |
| Seizoen | Club             | Competitie              | Wed.       | Dlp.       | Wed.  | Dlp.  | Wed.           | Dlp.           | Wed.   | Dlp.   |
| ------- | ---------------- | ----------------------- | ---------- | ---------- | ----- | ----- | -------------- | -------------- | ------ | ------ |
| 2012/13 | SK Sigma Olomouc | 1. česká fotbalová liga | 5          | 0          | 3     | 0     | —              | —              | 8      | 0      |
| 2013/14 | SK Sigma Olomouc | 1. česká fotbalová liga | 19         | 1          | 2     | 0     | —              | —              | 21     | 1      |
| 2014/15 | SK Sigma Olomouc | Fotbalová národní liga  | 30         | 3          | 0     | 0     | —              | —              | 30     | 3      |
| Totaal  | Totaal           | Totaal                  | 54         | 4          | 5     | 0     | 0              | 0              | 59     | 4      |

Bijgewerkt op 17 juni 2015.